# Движение за деколонизацию и социальную эмансипацию
Движение за деколонизацию и социальную эмансипацию (фр. Mouvement de décolonisation et d'émancipation sociale, MDES) — радикальная левая политическая партия, выступающая за полную независимость Французской Гвианы или, по крайней мере, за смену её статуса с заморского региона на заморскую территорию.
MDES — в целом леворадикальная политическая инициатива, 1 октября 1997 года выступившая с Манифестом деколонизации Гвианы. Программой-минимум считается повышение статуса Гвианы с заморского региона в ассоциированную заморскую территорию, как это удалось достичь в случае с Новой Каледонией. Делает упор на внепарламентской политике.
В 1998 году MDES получила 3 места во Всеобщем совете Гвианы, набрав на региональных выборах 8,6 % голосов. Но на региональных выборах 2004 года её список во главе с Морисом Пиндаром получил только 6,55 % голосов и остался без мест. С 2006 года наблюдалось новое оживление активности этой силы, которая, в частности, солидаризировалась с выступлениями молодёжи против контракта первого найма внутри Франции.
На выборах 2012 года Движение за деколонизацию и социальную эмансипацию значительно улучшило свой результат, получив 17,30 % голосов. Сейчас оно представлено 3 депутатами в Региональном совете и 2 — во Всеобщем совете Французской Гвианы, который возглавляет его кандидат Ален Тьен-Лионг.
На парламентских выборах во Франции 2022 года кандидат партии, её генеральный секретарь с 2022 года, бывший редактор её печатного органа, студенческого и профсоюзного движения Жан-Виктор Кастор был избран депутатом Национального собрания от 1-го избирательного органа Французской Гвианы при поддержке Новой антикапиталистической партии. Он победил во втором туре другого левого регионалистского кандидата, поддержанного NUPES, с 56,5 % голосов.